# Karp (herb szlachecki)

Karp (Carpio) – herb szlachecki.

## Opis herbu
W polu błękitnym trzy gwiazdy sześcioramienne złote, dwie powyżej jednej. W klejnocie cztery pióra strusie.

## Najwcześniejsze wzmianki
(tu podaj kiedy i w jakich dokumentach pojawił się ten herb)

## Herbowni
Karp, Karpa, Karpienko, Karpio, Karpowicz, Tedwen, Tedwin, Tetwin, Tödwen, Zimliński